# Beata Iwanek
Beata Iwanek, född 19 februari 1964, är en polsk bågskytt. Hon deltog vid olympiska sommarspelen 1988.